# Orange 9mm
Orange 9mm foi uma banda norte-americana de hardcore punk formada na cidade de Nova Iorque em 1994 por Chaka Malik e Chris Traynor.

## Integrantes
- Chaka Malik - vocal
- Taylor McLam - guitarra
- Dan Spellman  - guitarra
- Greg Bass - baixo
- Matthew Gross - bateria

## Discografia
- 1994 - Orange 9mm, Revelation Records
- 1995 - Driver Not Included, East West Records
- 1996 - Tragic, Atlantic Records
- 1998 - Ultraman Vs. Godzilla EP, Ng Records
- 1999 - Pretend I'm Human, Ng Records